# Distrito de Plessur

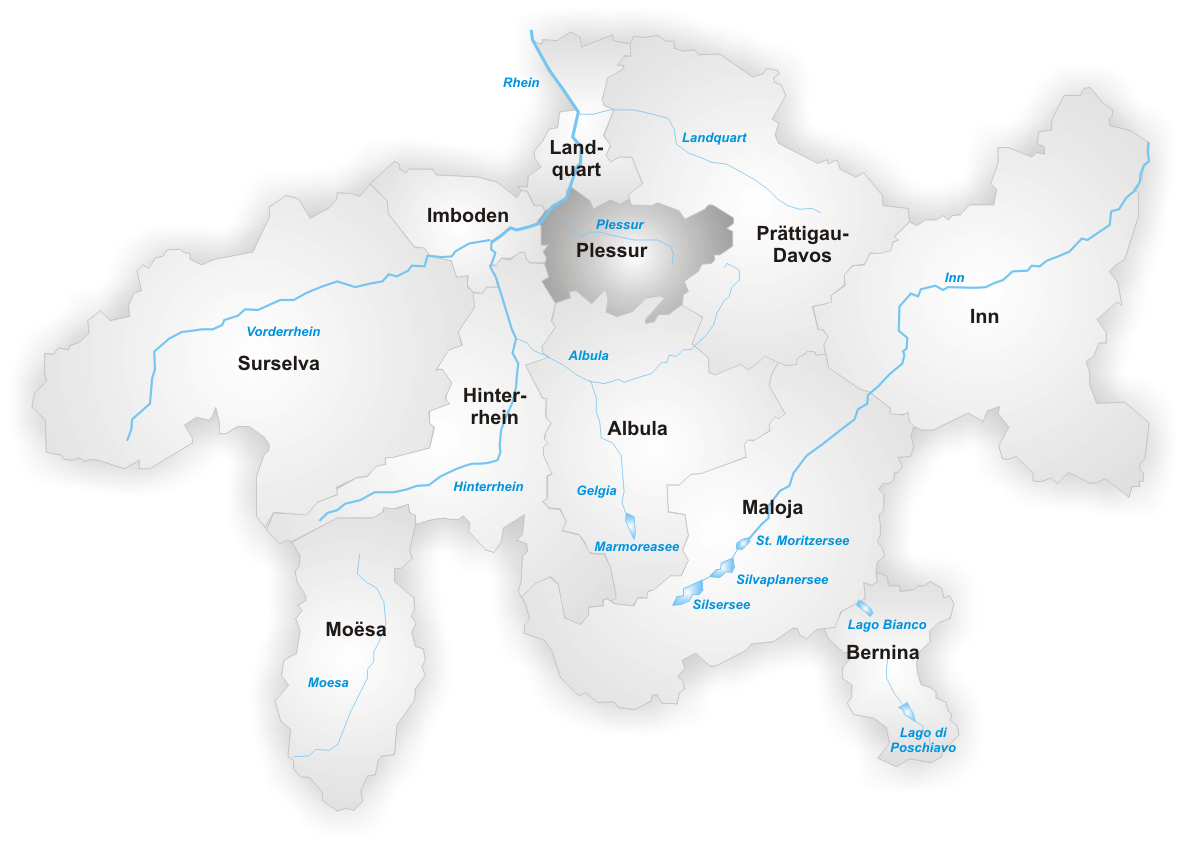
O antigo distrito de Plessur

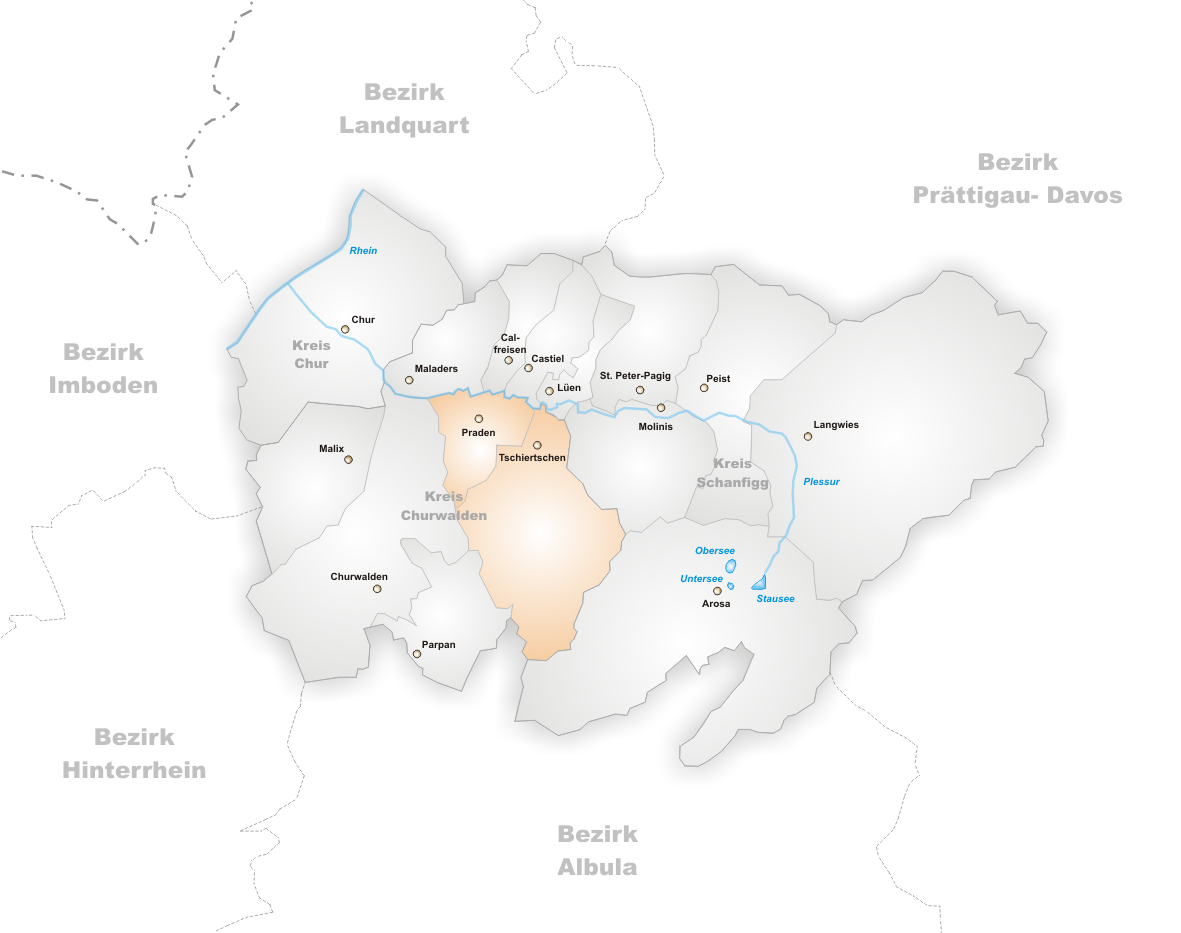
As comunas do antigo distrito

O distrito de Plessur foi um dos 11 distritos do cantão de Grisões na Suíça. Tinha uma área de 266,73 km² e uma população de 39.743 (em dezembro de 2009).. O nome do distrito vinha do rio Plessur que o atravessa.
Foi substituído pela Região de Plessur em 1 de janeiro de 2016, como parte de uma reorganização territorial do Cantão.

## Antiga composição
Estava formado por 12 comunas e 3 círculos comunais (Kreis):

### Círculo comunal de Coira
- Coira (Chur)

### Círculo comunal de Churwalden
- Churwalden
- Tschiertschen-Praden

### Círculo comunal de Schanfigg
- Arosa (Suíça)
- Calfreisen
- Castiel
- Langwies
- Lüen
- Maladers
- Molinis
- Peist
- Sankt Peter-Pagig

## Línguas
| Línguas do distrito de Plessur, GR |            |             |
| Línguas                            | Censo 2000 | Censo 2000  |
| Línguas                            | Número     | Porcentagem |
| Alemão                             | 32,655     | 81.9 %      |
| Romanche                           | 1,873      | 4.7 %       |
| Italiano                           | 1,831      | 4.6 %       |
| TOTAL                              | 39,892     | 100 %       |